# Leise flehen meine Lieder
Leise flehen meine Lieder és la pel·lícula musical austro-alemanya dirigida per Willi Forst, que va representar el seu debut com a director. Els principals protagonistes són Marta Eggerth, Luise Ullrich i Hans Jaray i el director artístic fou Julius von Borsody. La pel·lícula és un biopic del compositor Franz Schubert (1797–1828). Una versió britànica es va anomenar Unfinished Symphony (Simfonia Inacabada). El títol alemany fa referència a les primeres paraules del Lied Ständchen" ("Serenata") del cicle de cançons Schwanengesang. Alguns la consideren "la serenata més famosa en el món", música que Eggerth interpreta en la pel·lícula.

## Repartiment
- Marta Eggerth com a Comtessa Eszterhazy
- Luise Ullrich com a Emmi Passenter
- Hans Jaray com a Franz Schubert
- Hans Moser com a Passenter
- Otto Treßler com a Comte Esterhazy
- Hans Olden com a Hüttenbrener
- Raoul Aslan com a Salieri
- Blanka Glossy com a hostaler de Schubert
- Anna Kallina com a Comtessa Kinsky
- Paul Wagner com a Lloctinent Folliot
- Gucki Wippel com a Maria
- Lisl Reisch
- Ernst Arndt
- Karl Bosc